# Tribunal Federal de Justicia Administrativa
El Tribunal Federal de Justicia Administrativa de México es un tribunal de lo contencioso-administrativo, dotado de plena autonomía para dictar sus fallos, encargado de dirimir las controversias jurídicas que se susciten entre la Administración Pública Federal y los particulares. No forma parte del Poder Judicial de la Federación y goza con autonomía para aprobar su proyecto de presupuesto, sujeto a la aprobación de la Cámara de Diputados (México), sin embargo su naturaleza jurídica ha sido muy discutida durante años, al ser considerada su existencia en un inicio como violatoria del principio de División de poderes, aún y a pesar de que, en la práctica, el Tribunal ha brindado resultados positivos, siendo ampliamente reconocido en el medio jurídico mexicano, como organismo garante de legalidad en materia administrativa y fiscal, siendo sus sentencias recurribles por la vía del amparo directo ante los Tribunales Colegiados de Circuito.
El Tribunal se encuentra integrado por una Sala Superior, 53 Salas regionales distribuidas en 29 regiones y una Junta de Gobierno y Administración, además de diversas salas regionales especializadas.
Los Magistrados son nombrados por el Presidente de la República —el Pleno de la Sala Superior tiene derecho a presentar una propuesta—, con aprobación del Senado, para ejercer su encargo por un periodo de 15 años, en el caso de los Magistrados de la Sala Superior, y 10 años para los Magistrados de Sala Regional, contados en ambos casos, a partir de la fecha de su nombramiento, pudiendo ser removidos solo en casos de responsabilidad, dejar de cumplir con alguno de los requisitos aplicables, cumplir 75 años de edad o padecer incapacidad física o mental para ejercer el cargo.
El Presidente del Tribunal es electo por el Pleno General de la Sala Superior en la primera sesión del año siguiente a aquel en que concluya el periodo del Presidente en funciones, durando en su encargo un periodo de 3 años, sin derecho a ser reelecto para el periodo inmediato posterior.
El Pleno General de la Sala Superior, se integra por 16 magistrados, funcionando en pleno o en 3 secciones, la primera y la segunda se encuentra integrada por 5 magistrados cada una y la tercera por 3 magistrados. El Presidente del Tribunal no integra ninguna sección. Los Presidentes de las Secciones son electos en la primera sesión del año, durando en su encargo un año, sin derecho a ser reelectos para el periodo inmediato posterior.
Las Salas Regionales tienen jurisdicción únicamente en el territorio que les sea asignado por el Reglamento interior del Tribunal, y están integradas por 3 magistrados cada una, y son las encargadas de atender el día a día de la actividad jurisdiccional, propiamente hablando, al atender, en primera instancia, el Juicio de Nulidad o Juicio Contencioso Administrativo Federal, el Juicio Sumario y el Juicio de Resolución Exclusiva de Fondo, en los términos dispuestos por la Ley Federal de Procedimiento Contencioso Administrativo. Los Presidentes de las Salas regionales son electos en la primera sesión del año, sirviendo en su encargo un año, sin derecho a ser reelectos para el periodo inmediato posterior.
La Junta de Gobierno y Administración, está encargada de la administración, vigilancia, disciplina y carrera jurisdiccional del Tribunal, estando integrada por el presidente del Tribunal -quien también lo será de la Junta-, 2 magistrados de la Sala Superior, y 2 magistrados de sala regional.
Los Magistrados de Sala Superior y de Sala Regional que integran la Junta de Gobierno y Administración son electos por el Pleno en forma escalonada por periodos de dos años y no pueden ser reelectos para el periodo inmediato siguiente. Tampoco podrán ejercer funciones jurisdiccionales.
Actualmente el Presidente del Tribunal Federal de Justicia Administrativa es el Magistrado Guillermo Valls Esponda, quien concluye en diciembre de 2025 su periodo de tres años.

## Historia

### Antecedentes
Los antecedentes históricos de lo administrativo en México se remontan a la Ley para el Arreglo de lo Contencioso Administrativo del 25 de mayo de 1853, la cual fuera influenciada por la legislación francesa de la época -en especial la figura del Consejo de Estado-, y que causara un gran alboroto entre la comunidad jurídica mexicana, por lo que al poco tiempo fue declarada inconstitucional por la Suprema Corte de Justicia de la Nación, al considerarse violatoria del principio de División de poderes
La Ley de la tesorería de la Federación del 10 de febrero de 1927, estableció un juicio de oposición que se sustanciaba ante los Juzgados de Distrito, dentro de los treinta días siguientes al otorgamiento de la garantía del interés fiscal y gastos de ejecución, sin embargo, muy pronto quedaron evidenciadas sus deficiencias prácticas, tratándose de corregir tal situación con la publicación de la Ley de Justicia Fiscal del 31 de agosto de 1936, creándose el Tribunal Fiscal de la Federación en 1937, el cual estaba integrado por 15 magistrados que podían actuar en Pleno o a través de cinco Salas, mismas que estaban formadas por tres magistrados cada una. La competencia que les asignó el Legislador era en materia estrictamente fiscal..

### Tribunal Fiscal de la Federación
Un año después de haber entrado en vigor la Ley de Justicia Fiscal, fue derogada por el Código Fiscal de la Federación del 30 de diciembre de 1938, conservando igual competencia para el Tribunal, poniéndose nuevamente en duda su constitucionalidad, hasta que, mediante las reformas al artículo 104 de la Carta Magna del 16 de diciembre de 1946 y 19 de junio de 1967, así como la adición, el 29 de julio de 1987, de la fracción XXIX-H al artículo 73 y la fracción I-B del artículo 104, esta última quizás la más importante de todas.
Dicho Código Fiscal, el cual sufriera diversas reformas menores, estuvo vigente hasta el 31 de marzo de 1967, cuando fue derogado por el aprobado el 24 de diciembre del año anterior, mismo que atendía las recomendaciones en materia tributaria formuló la Organización de Estados Americanos y el Banco Interamericano de Desarrollo y que básicamente sirvió para corregir errores de técnica legislativa, subsanar algunas de las lagunas existentes, eliminándose además las normas relativas a la organización del Tribunal, que se consignaron en la Ley Orgánica del mismo que fuera publicada en el Diario Oficial de la Federación el 19 de enero de 1967, incrementándose a veintidós magistrados, integrando las siete Salas que ya existían, más el Presidente que no integraría Sala, asimismo se establecían las normas relativas a la competencia que tenían asignada, conservando el Código las correspondientes al procedimiento, reformándose dicha Ley Orgánica en 1978, previéndose la Regionalización del Tribunal, creándose 16 Salas Regionales distribuidas en 11 regiones y la Sala Superior, asimismo se prevé el recurso de revisión, con el que se otorgaba a la Sala Superior facultades para revisar las sentencias dictadas por las Salas Regionales.
El Código Fiscal de la Federación del 30 de diciembre de 1981, el cual entrara en vigor hasta el 1° de enero de 1983, conservó básicamente las normas procesales en los mismos términos. Posteriormente se incluyen en este ordenamiento las disposiciones relativas a la queja, para lograr el adecuado cumplimiento de las sentencias y, mediante la reforma de 1988 al Código Fiscal y a la Ley Orgánica del Tribunal, con el objeto de promover la simplificación administrativa, se suprimió la competencia que hasta ese entonces otorgaba la Ley para que la Sala Superior revisara las resoluciones. La Suprema Corte de Justicia de la Nación estableció por medio de jurisprudencia que se tenían que agotar todos los recursos y medios de defensa previos al amparo, funciones de las Salas Regionales a través del recurso de revisión.
En los años siguientes aparecen diversas disposiciones que otorgan competencia al Tribunal, para conocer en juicio de las resoluciones recaídas respecto al recurso de revocación previsto tanto en la Ley de Comercio Exterior como la Ley Federal de Procedimiento Administrativo y, para 1996 entra en vigor una nueva Ley Orgánica del Tribunal Fiscal de la Federación, conservando su nombre y la competencia, pero modificando la integración de la Sala Superior de nueve magistrados a once, así como su forma de operación a través de Pleno o Secciones.

### Tribunal Federal de Justicia Fiscal y Administrativa
Es a finales del año 2000 cuando el Congreso de la Unión aprueba las reformas en materias trascendentales para el Tribunal, como son: en primer lugar el cambio de nombre de la Ley Orgánica y del nombre de la Institución, por el de Tribunal Federal de Justicia Fiscal y Administrativa, reflejando con ello la competencia que a través de los casi 65 años de existencia se le ha ido asignado, así como la que adicionalmente el propio Decreto de reformas le otorga señalando competencia para conocer de los juicios que se promuevan contra las resoluciones dictadas por las autoridades que pongan fin a un procedimiento administrativo, a una instancia o resuelvan un expediente en los términos de la Ley Federal de Procedimiento Administrativo. Asimismo se le proporcionan facultades al Pleno para determinar las regiones y el número y sede de las Salas, así como la forma de integrar jurisprudencia al resolver contradicciones de las resoluciones de las Secciones o de las Salas Regionales, facultándose además a la Sala Superior, para determinar la jurisdicción territorial de la salas regionales, así como su número y sede y, por último, se modificó la competencia territorial de las salas regionales, en cuanto que ahora serán competentes para conocer del juicio, aquellas en donde se encuentre la sede de la autoridad demandada.

## Competencia
De acuerdo con los artículos 3 y 35 de su Ley Orgánica, el Tribunal conocerá de los juicios que se promuevan contra las resoluciones definitivas, actos administrativos y procedimientos que se indican a continuación:
- Los decretos y acuerdos de carácter general, diversos a los reglamentos, cuando sean autoaplicativos o cuando el interesado los controvierta con motivo de su primer acto de aplicación;

- Las dictadas por autoridades fiscales federales y organismos fiscales autónomos, en que se determine la existencia de una obligación fiscal, se fije en cantidad líquida o se den las bases para su liquidación.
- Las que nieguen la devolución de un ingreso de los regulados por el Código Fiscal de la Federación, indebidamente percibido por el Estado o cuya devolución proceda de conformidad con las leyes fiscales.
- Las que impongan multas por infracción a las normas administrativas federales.
- Las que causen un agravio en materia fiscal distinto al que se refieren las fracciones anteriores.
- Las que nieguen o reduzcan las pensiones y demás prestaciones sociales que concedan las leyes en favor de los miembros del Ejército, de la Fuerza Aérea y de la Armada Nacional o de sus familiares o derechohabientes con cargo a la Dirección de Pensiones Militares o al erario federal, así como las que establezcan obligaciones a cargo de las mismas personas, de acuerdo con las leyes que otorgan dichas prestaciones.
- Las que se dicten en materia de pensiones civiles, sea con cargo al erario federal o al Instituto de Seguridad y Servicios Sociales de los Trabajadores del Estado.
- Las que se dicten en materia administrativa sobre interpretación y cumplimiento de contratos de obras públicas, adquisiciones, arrendamientos y servicios celebrados por las dependencias y entidades de la Administración Pública Federal.
- Las que nieguen la indemnización o que, por su monto, no satisfagan al reclamante y las que impongan la obligación de resarcir los daños y perjuicios pagados con motivo de la reclamación, en los términos de la Ley Federal de Responsabilidad Patrimonial del Estado o de las leyes administrativas federales que contengan un régimen especial de responsabilidad patrimonial del Estado.
- Las que requieran el pago de garantías a favor de la Federación, el Distrito Federal, los Estados o los Municipios, así como de sus entidades paraestatales.
- Las que traten las materias señaladas en el artículo 94 de la Ley de Comercio Exterior.
- Las dictadas por las autoridades administrativas que pongan fin a un procedimiento administrativo, a una instancia o resuelvan un expediente, en los términos de la Ley Federal de Procedimiento Administrativo.
- Las que decidan los recursos administrativos en contra de las resoluciones que se indican en las demás fracciones de este artículo.
- Las que se funden en un tratado o acuerdo internacional para evitar la doble tributación o en materia comercial, suscrito por México, o cuando el demandante haga valer como concepto de impugnación que no se haya aplicado en su favor alguno de los referidos tratados o acuerdos.
- Las que se configuren por negativa ficta en las materias señaladas en este artículo, por el transcurso del plazo que señalen el Código Fiscal de la Federación, la Ley Federal de Procedimiento Administrativo o las disposiciones aplicables o, en su defecto, en el plazo de tres meses, así como las que nieguen la expedición de la constancia de haberse configurado la resolución positiva ficta, cuando ésta se encuentre prevista por la ley que rija a dichas materias. No será aplicable lo dispuesto en el párrafo anterior en todos aquellos casos en los que se pudiere afectar el derecho de un tercero, reconocido en un registro o anotación ante autoridad administrativa;

- Las resoluciones definitivas por las que se impongan sanciones administrativas a los servidores públicos en términos de la legislación aplicable, así como contra las que decidan los recursos administrativos previstos en dichos ordenamientos, además de los órganos constitucionales autónomos;

- Las resoluciones de la Contraloría General del Instituto Nacional Electoral que impongan sanciones administrativas no graves, en términos de la Ley General de Instituciones y Procedimientos Electorales;

- Las sanciones y demás resoluciones emitidas por la Auditoría Superior de la Federación, en términos de la Ley de Fiscalización y Rendición de Cuentas de la Federación, y

- Las señaladas en esta y otras leyes como competencia del Tribunal.
- Las resoluciones definitivas relacionadas con la interpretación y cumplimiento de contratos públicos, obra pública, adquisiciones, arrendamientos y servicios celebrados por las dependencias y entidades de la Administración Pública Federal;

- Las dictadas por autoridades administrativas en materia de licitaciones públicas;
- Las que nieguen la indemnización por responsabilidad patrimonial del Estado, declaren improcedente su reclamación, o cuando habiéndola otorgado no satisfaga al reclamante, y las que por repetición impongan la obligación a los servidores públicos de resarcir al Estado los pagos correspondientes a la indemnización, en los términos de la ley de la materia;

- Las dictadas por las autoridades administrativas que pongan fin a un procedimiento administrativo, a una instancia o resuelvan un expediente, respecto de los supuestos descritos en los incisos anteriores de este artículo;

- Las dictadas en los juicios promovidos por los Secretarios de Acuerdos, Actuarios y demás personal del tribunal, en contra de sanciones derivadas de actos u omisiones que constituyan faltas administrativas no graves, impuestas por la Junta de Gobierno y Administración o por el Órgano Interno de Control, en aplicación de la Ley General de Responsabilidades Administrativas, y

- Las que resuelvan los recursos administrativos en contra de las resoluciones que se indican en las demás fracciones del artículo 35.
- El Tribunal conocerá también de los juicios que se promuevan contra las resoluciones definitivas por las que se impongan sanciones administrativas a los servidores públicos en términos de la Ley Federal de Responsabilidades Administrativas de los Servidores Públicos, así como contra las que decidan los recursos administrativos previstos en dicho ordenamiento.

## Organización
De acuerdo con el artículo 2 de la Ley Orgánica del Tribunal Federal de Justicia Fiscal y Administrativa, dicho Tribunal se integra de la siguiente manera:
- La Sala Superior
- La Junta de Gobierno y Administración
- Las Salas Regionales; y
- Las Salas Especializadas

El Presidente del Tribunal es electo por el Pleno de la Sala Superior de entre sus miembros, en la primera sesión del año siguiente a aquel en que concluya el periodo del Presidente en funciones. Dura en su cargo tres años, sin posibilidad de ser reelecto para el periodo inmediato siguiente. En caso de falta temporal, el Presidente será suplido alternativamente, cada treinta días naturales, por los Presidentes de las Secciones, siguiendo el orden alfabético de sus apellidos. Si la falta es definitiva, el Pleno designará nuevo Presidente para concluir el periodo del Presidente faltante. El Magistrado designado para concluir el periodo no estará impedido para ser electo Presidente en el periodo inmediato siguiente.

### Sala Superior
La Sala Superior está compuesta de trece magistrados de los cuales once ejercerán funciones jurisdiccionales y dos formarán parte de la Junta de Gobierno y Administración, durante los periodos que señala la Ley Orgánica del Tribunal Federal de Justicia Fiscal y Administrativa, son especialmente nombrados para integrarla, pudiendo actuar en Pleno o en dos Secciones. Los dos Magistrados de Sala Superior que forman parte de la Junta de Gobierno y Administración del Tribunal, no integran el Pleno ni las Secciones por el tiempo que dure su encargo en dicha Junta

#### Pleno
El Pleno está integrado por el Presidente del Tribunal y por once Magistrados de Sala Superior, siendo necesaria la presencia de al menos siete magistrados para que sus sesiones sean consideradas como válidas, mismas que serán públicas, excepto cuando la mayoría de los magistrados presentes acuerden su privacidad, atendiendo a la naturaleza del caso a resolver, o en los supuestos previstos en las fracciones I a IX del artículo 18 de la Ley Orgánica del Tribunal.
En todos los casos, los debates serán dirigidos por el Presidente del Tribunal, y las resoluciones se tomarán por mayoría de votos de los Magistrados Presentes, quienes no podrán abstenerse de votar, sino cuando tengan impedimento legal, en caso de empate, el asunto se diferirá para la sesión en que asista la totalidad de sus miembros o tenga una condición impar. Cuando no se apruebe un proyecto por dos veces, se cambiará de ponente.

#### Secciones
Las Secciones están integradas por cinco Magistrados de Sala Superior, adscritos a cada una de ellas por el Pleno, y para la validez de sus sesiones, es necesaria la presencia de al menos cuatro magistrados.
El Presidente del Tribunal no integra Sección, salvo cuando sea requerido ante la falta de cuórum, en cuyo caso presidirá las sesiones, o cuando la Sección se encuentre imposibilitada para elegir su Presidente, en cuyo caso el Presidente del Tribunal fungirá provisionalmente como Presidente de la Sección, hasta que se logre la elección.
Las resoluciones de una Sección se tomarán por mayoría de votos de los Magistrados presentes, quienes no podrán abstenerse de votar sino cuando tengan impedimento legal. En caso de empate, el asunto se diferirá para la sesión en que asista la totalidad de sus miembros. Cuando no se apruebe un proyecto por dos veces, se cambiará de ponente.
Las sesiones de las Secciones serán públicas, salvo aquellas en las que se designe a su Presidente, se ventilen cuestiones que afecten la moral o el interés público, o la ley exija que sean privadas, así como aquellas en que la mayoría de los Magistrados presentes acuerden su privacidad.
Los Presidentes de las Secciones son designados por los integrantes de la Sección correspondiente en la primera sesión de cada año, la cual es privada durándo en su cargo un año, sin derecho a reelección para el periodo inmediato siguiente. En el caso de faltas temporales de los Presidentes, éstos son suplidos por los Magistrados de la Sección siguiendo el orden alfabético de sus apellidos. Si la falta es definitiva, la Sección designará Presidente para concluir el periodo del Presidente faltante. El Magistrado designado para concluir el periodo no estará impedido para ser designado Presidente en el periodo inmediato siguiente.

### Salas Regionales
Las Salas Regionales tienen jurisdicción en la circunscripción territorial que les sea asignada, existiendo, en cada una de las 21 regiones, el número de salas necesarias para la adecuada atención de los asuntos, ya que son éstas, las que, en primera instancia, conocen del Juicio de Nulidad, en los términos de la Ley Federal del Procedimiento Contencioso Administrativo.
El territorio nacional se encuentra dividido en 21 regiones en las que pueden instalarse tantas salas determine el Pleno de la Sala Superior, en función de la carga de trabajo y suficiencia presupuestal.
Se encuentran integradas por 3 magistrados, y para la validez de las sesiones de la Sala, resulta indispensable la presencia de los tres Magistrados y para resolver bastará mayoría de votos.
Las sesiones de las Salas Regionales, así como las diligencias o audiencias que deban practicar serán públicas. No obstante, serán privadas las sesiones en que se designe al Presidente de la Sala, se ventilen cuestiones administrativas o que afecten la moral o el interés público, o la ley así lo exija.
Los Presidentes de las Salas Regionales serán designados por los Magistrados que integren la Sala en la primera sesión de cada ejercicio, durarán en su cargo un año y no podrán ser reelectos para el periodo inmediato siguiente. En el caso de faltas temporales, los Presidentes serán suplidos por los Magistrados de la Sala en orden alfabético de sus apellidos. Si la falta es definitiva, la Sala designará nuevo Presidente para concluir el periodo del Magistrado faltante. El Magistrado designado para concluir el periodo no estará impedido para ser electo Presidente en el periodo inmediato siguiente.

### Salas Especializadas
En promedio, del total de juicios de los que conoce el Tribunal, el 60% son controversias en materia tributaria y el 40% se refiere a la materia administrativa, tan amplia, que abarca la impugnación de las resoluciones de la administración pública federal centralizada y paraestatal, lo que hace evidente que en ésta encontremos segmentos o ámbitos de su espectro que agrupan especializaciones, acordes con la naturaleza de determinadas actividades de sectores u órganos de dicha administración, así como la de su impacto en los sectores de la actividad económica y social.
La apertura de Salas Especializadas en materias administrativas agilizará la instrucción e identificación de la materia en que habrá de especializarse, además de elevar la calidad de sus resoluciones y que, así mismo, por exclusión la mayoría de las Salas Regionales se concentrarán en el conocimiento de juicios en los que se controviertan aspectos tributarios.

#### En Propiedad Intelectual
Sala Especializada en Materia de Propiedad Intelectual, con competencia para conocer de los juicios que se promuevan contra las resoluciones definitivas a que se refiere el artículo 14, fracciones XI, XII, XIV, penúltimo y último párrafos de la Ley, dictadas con fundamento en la Ley de la Propiedad Industrial, en la Ley Federal del Derecho de Autor, en la Ley Federal de Variedades Vegetales, así como en los demás ordenamientos que regulan la materia de Propiedad Intelectual, o que tengan alguna injerencia en las citadas materias.

#### En Materia Ambiental y Regulación
Sala Especializada en Materia Ambiental y de Regulación, cuya competencia es para:
1.- Tramitar y resolver los juicios que se promuevan contra resoluciones definitivas, actos administrativos y procedimientos, que encuadren en los supuestos previstos por las fracciones III, XI, XII y XIV, penúltimo y último párrafo, del artículo 14 de la Ley, dictadas por los Órganos Reguladores a que se refiere esta fracción, Secretarías de Estado, entidades de la Administración Pública Federal, así como por las entidades federativas en los casos de coordinación y concurrencia previamente establecidos en la legislación correspondiente, directamente relacionadas con las materias que sean competencia de los Órganos Reguladores de la Actividad del Estado. Para los efectos de esta fracción, los Órganos Reguladores de la Actividad del Estado son únicamente los siguientes:
a) Comisión Federal de Competencia (CFC), en lo que resulte competente.
b) Comisión Federal de Telecomunicaciones (COFETEL)
c) Comisión Federal para la Protección contra Riesgos Sanitarios (COFEPRIS) en lo que resulte competente y no sea del conocimiento de la Sala Especializada en Propiedad Intelectual.
d) Comisión Nacional Bancaria y de Valores (CNBV)
e) Comisión Nacional de Acuacultura y Pesca (CONAPESCA)
f) Comisión Nacional de Facilitación del Transporte Aéreo Internacional (CNFTAI)
g) Comisión Nacional de Hidrocarburos (CNH)
h) Comisión Nacional de Seguridad Nuclear y Salvaguardias (CNSNS)
i) Comisión Nacional de Seguros y Fianzas (CNSF)
j) (Derogado)
k) Comisión Nacional del Sistema de Ahorro para el retiro (CONSAR)
l) Comisión Nacional para la Protección y Defensa de los Usuarios de Servicios Financieros (CONDUSEF)
m) Comisión Reguladora de Energía (CRE)
n) Servicio Nacional de Sanidad, Inocuidad y Calidad Agroalimentaria (SENASICA)
2.- Tramitar y resolver los juicios que se promuevan contra resoluciones definitivas, actos administrativos y procedimientos, que encuadren en los supuestos previstos por las fracciones III, XI, XII y XIV, penúltimo y último párrafo, del artículo 14 de la Ley, dictadas con fundamento en la Ley General del Equilibrio Ecológico y la Protección al Ambiente, en la Ley General de Desarrollo Forestal Sustentable, Ley General de Vida Silvestre, Ley General para la Prevención y Gestión Integral de Residuos, Ley de Bioseguridad de Organismos Genéticamente Modificados, Ley General de Cambio Climático, así como en los demás ordenamientos que regulan la materia de Protección al Medio Ambiente, o que tengan alguna injerencia en la citada materia, que no sea del conocimiento de la Sala Especializada en Propiedad Intelectual.
3.- Tramitar y resolver los juicios que se promuevan contra normas oficiales mexicanas publicadas en el Diario Oficial de la Federación, cuando sean autoaplicativas o cuando se controviertan en unión o con motivo del primer acto de aplicación, de conformidad con lo previsto por el artículo 2o. de la Ley Federal de Procedimiento Contencioso Administrativo.

#### En Materia del Juicio de Resolución Exclusiva de Fondo
Sala Especializada en Materia del Juicio de Resolución Exclusiva de Fondo, estando prevista en el artículo 50 fracción IV del Reglamento Interior del Tribunal Federal de Justicia Administrativa, con sede en la Ciudad de México, cuya competencia se limita a conocer del Juicio de Resolución Exclusiva de Fondo.

#### En Juicios en Línea
Mediante Acuerdo G/40/2011 por el que se reforma el artículo 23 y se deroga el artículo 23 Bis del Reglamento Interior del Tribunal Federal de Justicia Fiscal y Administrativa, se establece que la apertura de Salas Especializadas en materias administrativas busca agilizar la instrucción e identificación de la materia en que habrá de especializarse, además de elevar la calidad de las resoluciones y que, así mismo, por exclusión, la mayoría de las Salas Regionales se concentren en el conocimiento de juicios en los que se controviertan aspectos tributarios y administrativos.
Tiene su sede en el Distrito Federal, y su competencia consiste en tramitar y resolver, en todo el territorio nacional, de los juicios en línea o bien de los que conforme a la Ley Federal de Procedimiento Contencioso Administrativo se deban tramitar de manera simultánea en línea y en la vía tradicional, que se promuevan en los supuestos señalados en los artículos 14 y 15 de la Ley, sin perjuicio de que la Sala Especializada en Materia de Propiedad Intelectual conozca de los juicios de su competencia que se tramiten en cualquiera de las vías señaladas.
Juicio en línea: Substanciación y resolución del juicio contencioso administrativo federal en todas sus etapas, así como de los procedimientos previstos en el artículo 58 de esta Ley, a través del Sistema de Justicia en Línea, incluso en los casos en que sea procedente la vía sumaria.
Sistema de Justicia en Línea: Sistema informático establecido por el Tribunal a efecto de registrar, controlar, procesar, almacenar, difundir, transmitir, gestionar, administrar y notificar el procedimiento contencioso administrativo que se sustancie ante el Tribunal, el cual proveerá el ingreso al Sistema a través de su portal disponible en Internet www.juicioenlinea.gob.mx o www.tfjfa.gob.mx para lo cual los Usuarios deberán contar con todo el equipo y programas necesarios para establecer dicha conexión.
Cabe señalar que el costo total para la implementación de este Sistema, ascendió a $269,256,670.74 pesos.
Integración:
La Sala Especializada en Juicios en Línea, del Tribunal Federal de Justicia Fiscal y Administrativa, se ubica en el piso 2 de Avenida Insurgentes Sur 881. Sus integrantes son los Magistrados César Octavio Irigoyen Urdapilleta, Juan Marcos Cedillo García y María Teresa Martínez García –Presidenta-, y cuenta con todos los recursos tecnológicos y humanos para atender a los justiciables, donde a la fecha (25 de junio de 2013), ha recibido 1,807 demandas cuya cuantía asciende a 21,837,273,299.27 millones de pesos, y emitido 1,335 sentencias.
Procedimiento de Juicio en Línea
El particular que opte por que el juicio se substancie en línea o la autoridad que interponga un juicio ante el Tribunal (juicio de lesividad), en un primer momento deberá acceder a la página web del Tribunal. Posteriormente para entrar al Sistema de Justicia en Línea deberá ingresar su clave de acceso y contraseña, las cuales se le proporcionaran a través de dicho sistema y los titulares de dichos instrumentos serán responsables de su uso.
Ahora bien, toda promoción electrónica de las partes será autorizada por medio de la Firma Electrónica Avanzada, en caso de no contar con esta no podrá enviarse ninguna promoción electrónica a través del Sistema de Justicia en Línea. Al ser recibida la promoción vía electrónica, el referido sistema, emitirá un acuse de recibo electrónico en el que se hará constar la fecha y hora en que fue recibida la promoción electrónica. Tratándose del escrito inicial de demanda, el demandante deberá señalar domicilio para oír y recibir notificaciones y su dirección de correo electrónico a efecto de recibir los avisos de notificación que correspondan.
Las resoluciones que conforme a derecho se emitan por las salas, serán validadas con las Firmas Electrónicas Avanzadas, firmas digitales y sistemas de medición biométrica tanto de Magistrados como de Secretarios de Acuerdos.
En el supuesto de que los justiciables ofrezcan documentos públicos o privados como prueba, escaneados, deberán manifestar bajo protesta de decir verdad, la naturaleza de aquellos sobre los que se realizó dicho escaneo y si los documentos originales contienen firma autógrafa, y en caso de no hacerlo así, las constancias que obren en autos serán consideradas como copia simple.
El Secretario de Acuerdos que corresponda, deberá digitalizar los instrumentos en los que se haga constar la existencia de pruebas no documentales, para integrarlas al expediente electrónico y certificar su cotejo con los originales físicos para su ulterior resguardo por la Sala correspondiente.
Las pruebas diversas a las documentales deberán ofrecerse en el escrito inicial de demanda digital y presentarse a la Sala en que se haya radicado el Juicio Contencioso el mismo día en que se presentó dicho escrito inicial.
En el caso de las notificaciones de los actos procesales emitidos por el juzgador en el Juicio en Línea, el Actuario también utilizará una Firma Electrónica Avanzada a fin de elaborar las minutas de notificación y posteriormente realizará el envío de un aviso a la dirección de correo electrónico señalada por las partes del Juicio Contencioso Administrativo Federal para que, en el plazo de 3 días, accedan mediante el ingreso de su clave de acceso y contraseña, al Sistema de Justicia en Línea a efecto de que se tenga por legalmente practicada la notificación del acto procesal que corresponda. En el supuesto de que las partes no ingresen al Sistema dentro del plazo antes mencionado, al cuarto día hábil siguiente al envío del aviso de correo electrónico, la notificación respectiva se realizará por medio de lista y boletín procesal.

### Junta de Gobierno y Administración
Tiene a su cargo la administración, vigilancia, disciplina y carrera jurisdiccional, contando con autonomía técnica y de gestión para el adecuado cumplimiento de sus funciones, estando integrada de la siguiente manera:
- El Presidente del Tribunal, quien también será el Presidente de la Junta de Gobierno y Administración.
- Dos Magistrados de Sala Superior.
- Dos Magistrados de Sala Regional.

Los Magistrados de Sala Superior y de Sala Regional que integren la Junta de Gobierno y Administración serán electos por el Pleno en forma escalonada por periodos de dos años, sin posibilidad de ser reelectos para el periodo inmediato siguiente.
Las sesiones de la Junta de Gobierno y Administración son privadas, y sus resoluciones se toman por mayoría de votos de los Magistrados miembros presentes, quienes no podrán abstenerse de votar. En caso de empate, el Presidente de la Junta tendrá voto de calidad.
En el caso de faltas temporales del Presidente, será suplido por los Magistrados de Sala Superior integrantes de la Junta, siguiendo el orden alfabético de sus apellidos.
Ante la falta definitiva de los Magistrados que integren la Junta de Gobierno y Administración, el Pleno designará a un nuevo integrante para concluir el periodo del Magistrado faltante. El Magistrado designado para concluir el periodo no estará impedido para ser electo como integrante de la Junta de Gobierno y Administración en el periodo inmediato siguiente. Las faltas temporales de los Magistrados que integren la Junta de Gobierno y Administración serán suplidas por los Magistrados de Sala Superior o de Sala Regional que determine el Pleno de la Sala Superior.

## Requisitos para ser Magistrado
De acuerdo con el artículo 6 de la Ley Orgánica del Tribunal Federal de Justicia Administrativa, para ser magistrado se requiere lo siguiente:
1. Ser mexicano por nacimiento y no adquirir otra nacionalidad.
2. Estar en pleno goce y ejercicio de sus derechos civiles y políticos.
3. Ser mayor de treinta y cinco años de edad a la fecha del nombramiento.
4. Contar con notoria buena conducta y haberse distinguido por su honorabilidad, competencia y excelencia profesional en el ejercicio de la actividad jurídica
5. Ser licenciado en derecho con título registrado, expedido cuando menos diez años antes del nombramiento.
6. Contar como mínimo con ocho años de experiencia en materia fiscal o administrativa, hechos de corrupción o rendición de cuentas.

### Designación y remoción
El Presidente de la República, con la aprobación de la Cámara de Senadores, -o de la Comisión Permanente durante los recesos del Congreso de la Unión- nombrará a los Magistrados del Tribunal Federal de Justicia Fiscal y Administrativa (Artículo 4 Ley Orgánica del Tribunal Federal de Justicia Fiscal y Administrativa).
Los Magistrados de Sala Superior serán nombrados por un periodo de quince años improrrogables, mientras que, Los Magistrados de Sala Regional y los Magistrados Supernumerarios de Sala Regional, serán nombrados por un periodo de diez años, mismos que se computarán, en ambos casos, a partir de la fecha de su nombramiento.
Las personas que hayan concluido el periodo para el que fueron nombradas como Magistrados de Sala Regional, podrán ser consideradas para nuevos nombramientos, mientras que los que hayan sido nombrados Magistrados Supernumerarios de Sala Regional, no podrán ser nombrados nuevamente para ocupar dicho encargo.
Durante el ejercicio de sus cargos, los Magistrados del Tribunal Federal de Justicia Fiscal y Administrativa únicamente podrán ser privados de los mismos por el Presidente de la República, en los casos de responsabilidad en términos de las disposiciones aplicables, o cuando dejen de satisfacer los requisitos correspondientes, previo procedimiento seguido ante la Junta de Gobierno y Administración y resuelto por el Pleno de la Sala Superior.
Son causas de retiro forzoso de los Magistrados, padecer incapacidad física o mental para desempeñar el cargo, así como cumplir setenta y cinco años de edad.
Los Magistrados, Secretarios, Actuarios y Oficiales Jurisdiccionales estarán impedidos para desempeñar cualquier otro cargo o empleo, público o privado, excepto los de carácter docente u honorífico y también estarán impedidos para ejercer su profesión, salvo en causa propia, de su cónyuge, concubina o concubinario, adoptante o adoptado, o de sus parientes por consanguinidad hasta el cuarto grado.
En los casos en que los Magistrados estén por concluir el periodo para el que hayan sido nombrados, el Presidente del Tribunal, con tres meses de anticipación, comunicará esta circunstancia al Presidente de la República y, en su caso, someterá a su consideración la propuesta que previamente haya aprobado el Pleno de la Sala Superior.
Las faltas definitivas de Magistrados ocurridas durante el periodo para el cual hayan sido nombrados, se comunicarán de inmediato al Presidente de la República por el Presidente del Tribunal, quien someterá a su consideración la propuesta que, en su caso, haya aprobado el Pleno de la Sala Superior,
para que se proceda a los nombramientos de los Magistrados que las cubran. Las faltas definitivas de Magistrados de las Salas Regionales serán cubiertas provisionalmente por los Magistrados Supernumerarios de Sala Regional adscritos por la Junta de Gobierno y Administración, hasta en tanto se realice un nuevo nombramiento.
Las faltas temporales hasta por un mes de los Magistrados de las Salas Regionales se suplirán por el primer secretario del Magistrado ausente. Las faltas temporales superiores a un mes serán cubiertas por uno de los cinco Magistrados Supernumerarios de Sala Regional.

## Jurisprudencia
Las tesis sustentadas en las sentencias pronunciadas por la Sala Superior, aprobadas por lo menos por siete magistrados, constituirán precedente una vez publicados en la Revista del Tribunal, también constituirán precedente las tesis sustentadas en las sentencias de las Secciones de la Sala Superior, siempre que sean aprobadas cuando menos por cuatro de los magistrados integrantes de la Sección de que se trate y sean publicados en la Revista del Tribunal. Las Salas podrán apartarse de los precedentes establecidos por el Pleno o las Secciones, siempre que en la sentencia expresen las razones por las que se apartan del mismo, debiendo enviar al Presidente del Tribunal copia de la sentencia.
Para fijar jurisprudencia, el Pleno de la Sala Superior deberá aprobar tres precedentes en el mismo sentido, no interrumpidos por otro en contrario.
También se fijará jurisprudencia por alguna Sección de la Sala Superior, siempre que se aprueben cinco precedentes no interrumpidos por otro en contrario.
En el caso de contradicción de sentencias, cualquiera de los Magistrados del Tribunal o las partes en los juicios en las que tales tesis se sustentaron, podrán denunciarla ante el Presidente del Tribunal para que éste la haga del conocimiento del Pleno, el cual con un cuórum mínimo de diez Magistrados, decidirá por mayoría de siete la que debe prevalecer, constituyendo jurisprudencia. La resolución que pronuncie el Pleno del Tribunal, en éstos casos, sólo tendrá efectos para fijar jurisprudencia y no afectará las resoluciones dictadas en los juicios correspondientes.
El Pleno podrá suspender una jurisprudencia, cuando en una sentencia o en una resolución de contradicción de sentencias, resuelva en sentido contrario a la tesis de la jurisprudencia. Dicha suspensión deberá publicarse en la revista del Tribunal.
Las Secciones de la Sala Superior podrán apartarse de su jurisprudencia, siempre que la sentencia se apruebe por lo menos por cuatro Magistrados integrantes de la Sección, expresando en ella las razones por las que se apartan y enviando al Presidente del Tribunal copia de la misma, para que la haga del conocimiento del Pleno y éste determine si procede que se suspenda su aplicación, debiendo en este caso publicarse en la revista del Tribunal.
Los magistrados de la Sala Superior podrán proponer al Pleno que suspenda su jurisprudencia, cuando haya razones fundadas que lo justifiquen. Las Salas Regionales también podrán proponer la suspensión expresando al Presidente del Tribunal los razonamientos que sustenten la propuesta, a fin de
que la someta a la consideración del Pleno. La suspensión de una jurisprudencia termina cuando se reitere el criterio en tres precedentes de
Pleno o cinco de Sección, salvo que el origen de la suspensión sea jurisprudencia en contrario del Poder Judicial Federal y éste la cambie. En este caso, el Presidente del Tribunal lo informará al Pleno para que éste ordene su publicación.